# ルイ・デヴルー
ルイ・デヴルー（Louis d'Évreux, 1276年5月3日 - 1319年5月19日）は、フランス王フィリップ3世と2度目の妃マリー・ド・ブラバンの息子。エヴルー伯に封じられたためこの名で呼ばれ、カペー家の支流エヴルー家の祖となった。異母兄にフィリップ4世、ヴァロワ伯シャルル（ヴァロワ家の祖）、同母妹にイングランド王エドワード1世の2度目の妃マーガレット（マルグリット）などがいる。
ルイは物静かで思慮深い性格で、異母兄ヴァロワ伯シャルルの陰謀に反対していた。しかし、甥のフランス王フィリップ5世と親密な関係にあった。
カペー家支流のフィリップ・ダルトワの娘でロベール3世・ダルトワの姉であるマルグリット（1285年 - 1311年）と結婚し、2男3女をもうけた。
- マリー（1303年 - 1335年） - ブラバント公ジャン3世と結婚[4]
- シャルル（1305年 - 1336年） - エタンプ伯[4]
- フィリップ（1306年 - 1343年） - エヴルー伯、ナバラ女王フアナ2世と結婚し、ナバラ王（フェリペ3世）となる[5]。
- マルグリット（1307年 - 1350年） - 1325年にオーヴェルニュ伯ギヨーム12世と結婚[4]、フランス王ジャン2世の王妃ジャンヌの母
- ジャンヌ（1310年 - 1371年） - フランス王シャルル4世と結婚[5]